# Valiato de Aidin
El valiato de Aidin o Aydin (en turco otomano: ولايت ايدين‎), también conocida como valiato de Esmirna o Izmir por su centro administrativo, era una división administrativa de primer nivel (valiato) del Imperio otomano en el suroeste de Asia Menor, incluidas las antiguas regiones de Lidia, Jonia, Caria y Licia occidental.  Fue descrita por la Encyclopædia Britannica de 1911 como la "provincia más rica y productiva de la Turquía asiática".  
A principios del siglo XX, según se informa, tenía un área de 17 370 millas cuadradas (44 988,3 km²), mientras que los resultados preliminares del primer censo otomano de 1885 (publicado en 1908) arrojaron una población de 1 390 783. La precisión declarada de las cifras de población varía de "aproximada" a "meramente conjetura" según la región de la que se obtuvieron. En 1920, el valiato tenía una población cristiana "excepcionalmente grande".

## Economía
Los británicos describieron al valiato de Aidin con una "notable variedad de agricultura", a partir de 1920. Produjeron granos y algodón, específicamente en Aydin y Nazilli. La región también producía opio, tabaco y roble valonia. La fruta fue una de las exportaciones más populares, siendo populares los higos y las uvas. Antes de la Primera Guerra Mundial, la producción de higos aumentó, con un aumento expansivo de la producción y la exportación por ferrocarril. Las uvas se utilizaban para producir pasas y el regaliz también se producía en la región. Se observó que crecía de forma silvestre a lo largo del río Menderes. Se exportó a Estados Unidos y Reino Unido.
Aidin, a partir de 1920, fue considerado el centro de suministro mundial de esmeril, específicamente en las áreas entre Tiro y Söke. A principios del siglo XX, Aidin también se destacó por sus grandes depósitos de cromo, específicamente cerca del Monte Olimpo y en la región suroeste del valiato. También se encontraron antimonio y mercurio en la zona.
La alfombra se fabricó en el valiato, principalmente en Esmirna, pero se fabricaban en toda la región, incluso en Kula, Uşak, Gördes e Isparta. Después de la Primera Guerra Mundial, las ventas disminuyeron, sin embargo, Gran Bretaña siguió siendo un importante importador de alfombras turcas de Aidin. Las alfombras fueron producidas principalmente por mujeres.

## Ambiente
En 1920, se observó que la región tenía 6 000 kilómetros cuadrados de bosque. El oeste y el suroeste tenían las áreas más densamente boscosas. Los británicos describieron a Makri como "rica en madera excelente". Se encontraron cedros en Makri, con robles y pinos en todo el vilayet. A principios del siglo XX, la deforestación había comenzado a través de empresas privadas del vilayet. Se habían erigido aserraderos y Makri tenía su propio aserradero a vapor. La mayoría de los árboles se talaron a mano en este momento. Tavas también tuvo una economía maderera durante este período.

## Divisiones administrativas
Antes de 1914, el valiato se subdividía en:
1. Sanjacado de Esmirna, subdividida en las kazas de Esmirna (İzmir, sede de los valí), Nif, Karaburun, Kuşadası, Çeşme, Ödemiş, Urla, Foça, Bayındır, Menemen, Bergama, Seferihisar y Tiro.
2. Sanjacado de Sarukhan, subdividido en las kazas de Manisa, Alaşehir, Kula, Akhisar, Salihli, Gördes, Demirci, Eşme, Kırkağaç, Soma y Kasaba (Turgutlu).
3. Sanjacado de Aidin, subdividido en las kazas de Aydın, Nazilli, Bozdoğan, Söke y Çine.
4. Sanjacado de Menteshe, subdividida en las kazas de Muğla, Milas, Meğri, Bodrum, Köyceğiz y Marmaris.
5. Sanjacado de Denizli , subdividido en las kazas de Denizli, Tavas, Çal, Buldan, Sarayköy y Garbikaraağaç (Acıpayam).

## Demografía
En 1893, había en total 39 kaza (distritos). Según el censo otomano de ese año, en las 35 kazas los musulmanes eran mayoría. En la kaza de Esmirna no había mayoría, pero los musulmanes eran el grupo más numeroso. En la kaza de Foça, Urla y Çesme, que comprende la península de Karaburun, los griegos eran mayoría. Sin embargo, según las estimaciones estadounidenses anteriores a la guerra greco-turca (1919-1922), el elemento griego fue el más numeroso en el Esmirna con 375 000 habitantes, mientras que otros grupos incluyeron musulmanes (325 000), judíos (40 000) y armenios (18 000).